# الفيلق الأخير
الفيلق الأخير (بالإنجليزية: The Last Legion) هو فيلم ملحمي تم إنتاجه في فرنسا وإيطاليا وصدر في سنة 2007.

## بطولة
- كولين فيرث
- بن كينغسلي
- آيشواريا راي
- كيفين ماكيد

## الميزانية والإيرادات
بلغت تكلفة إنتاج الفيلم حوالي 67 مليون دولار بينما حقق أرباحا تقدر بـ 25,303,038 (عالمياً) دولار.

## وصلات خارجية
- الفيلق الأخير على موقع IMDb (الإنجليزية)
- الفيلق الأخير على موقع ميتاكريتيك (الإنجليزية)
- الفيلق الأخير على موقع روتن توميتوز (الإنجليزية)
- الفيلق الأخير على موقع نتفليكس (الإنجليزية)
- الفيلق الأخير على موقع قاعدة بيانات الأفلام العربية
- الفيلق الأخير على موقع ألو سيني (الفرنسية)
- الفيلق الأخير على موقع Turner Classic Movies (الإنجليزية)
- الفيلق الأخير على موقع أول موفي (الإنجليزية)
- الفيلق الأخير على موقع بوكس أوفيس موجو (الإنجليزية)
- الفيلق الأخير على موقع فيلمافينيتي (الإسبانية)

1. ↑  وصلة مرجع: http://www.imdb.com/title/tt0462396/. الوصول: 21 مايو 2016.
2. ↑  وصلة مرجع: http://www.allocine.fr/film/fichefilm_gen_cfilm=124375.html. الوصول: 21 مايو 2016.
3. ↑  وصلة مرجع: http://www.filmaffinity.com/es/film743764.html. الوصول: 21 مايو 2016.
4. ↑  "معلومات عن الفيلق الأخير على موقع allmovie.com". allmovie.com. مؤرشف من الأصل في 2020-03-14.
5. ↑  الفيلق الأخير في قاعدة بيانات الأفلام العربية
6. ↑  "معلومات عن الفيلق الأخير على موقع edb.co.il". edb.co.il. مؤرشف من الأصل في 2016-04-22.